# 誘導放出抑制顕微鏡法
誘導放出抑制顕微鏡法（ゆうどうほうしゅつよくせいけんびきょうほう、英語: Stimulated emission depletion microscopy: STED）は、顕微鏡法の一手法。

## 概要
従来の光学顕微鏡では可視光に依存する場合、分解能は200nmが限界だった。そのような状況を打開すべく、これまでに様々な試みが模索されてきた。その中の一つである誘導放出抑制顕微鏡法は蛍光顕微鏡の一種である。蛍光色素分子に励起光を照射すると、エネルギー状態の高い励起状態になり、その後基底状態へと落ちる時に蛍光を生じる。しかし励起状態でSTED光を照射した場合には「誘導放出」と呼ばれる現象が起きることによって色素は蛍光を出さずに強制的に基底状態に落ち、この時に放出される光は蛍光とは異なる光なので容易に区別が可能である。観測スポットの大きさはSTED光を強くしていけば原理的にはどこまでも小さくできるものの、実際には強度の制約から数10nm程度が限界とされる。シュテファン・ヘルはこの業績により2014年にノーベル化学賞を受賞した。

## 用途
- 生物の機能の観察